# Yozo Yokoyama
Pour les articles homonymes, voir Yokoyama.
Yozo Yokohama est un ancien arbitre japonais de football des années 1960.

## Carrière
Il a officié dans des compétitions majeures : 
- Coupe d'Asie des nations de football 1960 (2 matchs)
- JO 1964 (2 matchs)